# Japón durante el período de entreguerras
Japón durante el período de entreguerras vivió un notable desarrollo económico, al tiempo que considerables agitaciones políticas. En cuanto a la economía, el rápido desarrollo que se había originado durante la Primera Guerra Mundial dio paso primero a una brusca crisis, agravada luego por la llegada de la Gran Depresión a finales de la década de 1920, y más tarde a una etapa de desarrollo con apoyo estatal. La política se puede dividir en dos fases esencialmente: una parlamentaria aunque no democrática durante la década de 1920 y principios de la de 1930, y otra de creciente autoritarismo e influencia de las Fuerzas Armadas que duró hasta el final de la Segunda Guerra Mundial.

## Política

### Política interior

#### Primeros Gobiernos del Seiyukai
Hara Takashi fue el primer presidente del Gobierno que accedió al cargo debido a su puesto de jefe de partido político. Era el único dirigente que contaba con suficientes apoyos en las dos cámaras. Su formación, el Seiyukai, dominó el Gobierno entre 1918 y 1922 y llevó a cabo una política de gran inversión estatal en obras públicas, con el triple objetivo de modernizar el país, favorecer a las industrias de las provincias y reforzar el poder del partido. Accedió al puesto en un momento de tensión interna tras los graves «disturbios del arroz» por decisión del árbitro de la política japonesa del momento, el ultraconservador genrō Yamagata Aritomo. Hara deseaba colaborar con las potencias occidentales en lo relativo a China —en especial, con los Estados Unidos— y retiró aparentemente el apoyo nipón al caudillo militar chino Duan Qirui, que pretendía reunificar el país por la fuerza, si bien la colaboración continuó discretamente. Cuando tomó posesión acababa además de comenzar la intervención en Siberia.

#### Los gabinetes de los almirantes
El asesinato de Hara llevó la presidencia del Seiyukai y a la del Consejo de Ministros a Takahashi Korekiyo, financiero que resultó mal dirigente político y fue sustituido por al almirante Katō Tomosaburō, que contó con el apoyo del Seiyukai pero falleció menos de un año después. Saionji Kinmochi, el último genrō superviviente, escogió a otro almirante para sustituirlo, Yamamoto Gonbee, que tomó posesión al día siguiente del devastador gran terremoto de Kantō (2 de septiembre de 1923).
El terremoto causó ciento treinta mil muertes y destruyó quinientos setenta y seis mil hogares. La catástrofe hizo que el Gobierno impusiese la ley marcial en la región, donde parte de la población e incluso la policía atacaron a los residentes coreanos y chinos y a los izquierdistas japoneses, de los que asesinó a varios miles, acusados falsamente de haber causado incendios y envenenado pozos. Yamamoto dimitió a los cuatro meses de mandato, por la falta de apoyo de los partidos políticos y por un atentado fallido contra el príncipe regente.
| Elecciones de 1924                                               |                                                                  |
| ---------------------------------------------------------------- | ---------------------------------------------------------------- |
| Gráfico no disponible temporalmente debido a problemas técnicos. |                                                                  |
| Según Morton, p. 60.                                             |                                                                  |
|                                                                  | Gráfico no disponible temporalmente debido a problemas técnicos. |

Kiyoura Keigo, a la sazón presidente de la Cámara de los Pares, recibió el encargo de formar Gobierno en enero de 1924. La medida disgustó a los tres principales partidos de la oposición (Kenseikai, Rikken Seiyukai y Kakushin Kurabu), que esperaban que se tuviese en cuenta a la Dieta en la formación del Consejo de Ministros; la hostilidad de estas formaciones impelió a Kiyoura a dimitir el mayo. Fue la primera vez en la historia del país en que los resultados de unas elecciones determinaron un cambio de Gobierno.
A continuación la presidencia del Gobierno pasó a manos de representantes de los dos principales partidos políticos conservadores, que la ostentaron de 1924 a 1932. Los partidos, elitistas, trataron en vano de estabilizar el Gobierno, para lo que tuvieron que lidiar con el funcionariado, las poderosas empresas y los militares, autónomos del poder civil según la Constitución. Estos partidos tenían su apoyo en los terratenientes, que formaban el grueso del electorado hasta la implantación del sufragio universal masculino en 1925, que se ejerció por primera vez en las elecciones nacionales en 1928.

#### El predominio del Kenseikai
El Kenseikai fue el partido que gobernó entre 1924 y 1927 y contó con una ligera mayoría parlamentaria. Los dos primeros de sus Gobiernos fueron los que presidió Katō Takaaki entre junio de 1924 y su fallecimiento en enero de 1926. A Katō le sucedió en el cargo Wakatsuki Reijirō, cuyo gabinete acabó dimitiendo a causa de las críticas hacia su política respecto de China. El primer gobierno del Kenseikai, de coalición con las otras dos formaciones políticas que habían colaborado en acabar con el breve gobierno de Kiyoura Keigo, puso fin al anterior periodo de gabinetes apartidistas, cambio al que se avino Saionji. La oposición, pese a contar con más escaños que el Gobierno, se encontraba dividida y no pactó para hacerse con el poder ejecutivo. El cuasi equilibrio entre los tres partidos mayores, los escándalos que afectaron a todos y la incertidumbre sobre el resultado de unas eventuales elecciones tras la promulgación del sufragio universal masculino en 1925 marcaron la política interior nipona en la segunda mitad de 1925 y todo 1926. Los tres partidos mayoritarios (el gubernamental Kenseikai y los opositores Seiyūhontō y Seiyukai) aprobaron una tregua a finales de 1926, fundamentalmente porque, aunque la oposición podía derribar al Gobierno, no contaba con garantías de vencer en las elecciones que habrían de celebrarse en ese caso. El primer ministro siguió teniendo que afrontar una grave crisis bancaria y los acontecimientos en China, pese al respiro parlamentario que había conseguido.
Si bien el partido defendía reducir la inversión estatal y cuadrar el presupuesto, no pudo hacerlo a causa de los grandes gastos que ocasionó el gran terremoto de 1923.
Wakatsuki optó por dimitir en abril de 1927 ante la negativa del Consejo Privado a apoyar la ayuda al Banco de Taiwán y la crítica general de este organismo a su política. Wakatsuki no se atrevió a solicitar el respaldo de la Dieta y temió que la derrota en esta llevase a la celebración de elecciones, que no habría podido ganar por falta de fondos. El Gobierno cayó por la presión de los ultranacionalistas, que aprovecharon la crisis financiera que supuso el cierre de treinta y cinco bancos para derribarlo.

#### Gobierno del Seiyukai
La presidencia pasó entonces al Seiyukai (Tanaka Giichi, que tomó posesión del cargo el 20 de abril de 1927) por decisión de Saionji, que en su elección del nuevo primer ministro no consultó con los diputados. El nuevo Gobierno aumentó los gastos en obras públicas, las ayudas a ciertas industrias estratégicas, los aranceles a las importaciones y exhortó a las empresas y bancos a unirse para crear unidades mayores. Respecto a China, se mostró dispuesto a favorecer al sector más «moderado» del KMT, pero también a reaccionar de manera más violenta que el anterior gabinete ante posibles amenazas. Sin embargo, la situación de bloqueo parlamentario por la rivalidad de los tres partidos principales continuó. El Kenseikai y el Seiyūhontō se unieron en junio para formar un nuevo partido: el Minseitō. Surgieron además otros cuatro partidos, originados del fragmentado movimiento sindical, que se crearon para competir en las elecciones previstas para 1928. En estas el Seiyukai aprovechó su posición al frente del Consejo de Ministros para hostigar a sus adversarios durante la campaña y atraer votantes mediante la promesa de concesión de ayudas públicas. El resultado de los comicios fue un nuevo empate de los dos grandes partidos conservadores, que prolongó el bloqueo parlamentario hasta 1930, y el fracaso de los nuevos partidos, faltos de cuadros en el campo que les permitiesen atraer votantes. Los dos grandes partidos pudieron seguir contando con el respaldo de los notables de los pueblos para hacerse con el voto rural.
La insatisfacción con la intervención militar en China, considerada en general costosa e inútil, la controversia sobre la redacción del Pacto Briand-Kellogg (en la que algunos echaban en falta la mención clara al emperador) y el disgusto imperial por la falta de castigo severo a los implicados en el asesinato de Zhang Zuolin determinaron la renuncia de Tanaka Giichi.

#### Gobiernos del Minseitō y Gran Depresión
A Tanaka le sucedió en el cargo Hamaguchi Osachi, del Minseitō, que gobernó hasta finales de 1931. El traspaso de poder político del Parlamento y los partidos al funcionariado civil y militar y a la alta burguesía comenzó durante su mandato. Hamaguchi obtuvo una rotunda victoria sobre el Seiyukai en los comicios de febrero de 1930. Pudo imponer la aceptación de la limitación del tamaño de la Armada que supuso el Tratado Naval de Londres, pese al rechazo de parte de los mandos. Para la oposición, Hamaguchi hacía peligrar los intereses del país para congraciarse con las grandes potencias anglosajonas. Los mandos militares eran contrarios a la actitud conciliadora del primer ministro en un momento que en el que creían amenazada la posición del país en Manchuria por el reforzamiento del poderíos soviético en la zona y la pujanza del nacionalismo chino. Hamaguchi fue herido de muerte en un atentado perpetrado por un joven derechista; la Presidencia del Gobierno y del partido pasó entonces a Wakatsuki Reijirō. El magnicidio no modificó la política de austeridad fiscal y monetaria con la que el Minseitō trató en vano de resolver la crisis económica en la que estaba sumido el país a causa de la Gran Depresión. La insistencia en las medidas deflacionarias, la vuelta al patrón oro, el rigor presupuestario y la reducción del gasto público no pudieron, en efecto, solventar la miseria rural ni detener la concentración de riqueza en los carteles bancarios e industriales. La incapacidad gubernamental para resolver la grave situación económica y las supuestas amenazas en Manchuria suscitó la maquinación por parte de la oposición civil y militar de varias conjuras en marzo y octubre de 1931 para derrocar al gabinete. Otros oficiales que consideraban al Gobierno débil decidieron actuar por su cuenta en Manchuria en septiembre de ese año.
La incapacidad de Wakatsuki Reijirō para controlar a los militares durante la crisis manchú y la rebelión de uno de sus ministros, que trató de formar un Gobierno de coalición con el Seiyukai le obligaron a presentar la dimisión el 11 de diciembre de 1931. Los intentos del Gobierno de reducir los gastos militares para equilibrar el presupuesto lo indispusieron con los militares, que fueron cobrando influencia política. Se formó entonces el último gabinete partidista del periodo de entreguerras, el de Inukai Tsuyoshi, del Seiyukai, que tomó posesión el 13 de diciembre de 1931. Este volvió a imponer de inmediato la veda a la venta de oro para atajar la especulación y abandonó el patrón oro. Las elecciones le dieron una amplia victoria sobre el Minseitō. Inukai fue asesinado, junto con otras personalidades, en el Incidente del 15 de mayo de 1932; el magnicidio hizo aumentar las inversiones en el campo, sumido en la crisis económica. La Gran Depresión y la crisis en la que sumió al campo influyeron en el crecimiento del poder político de los militares, muchos de ellos de origen campesino.

#### Ocaso del poder de los partidos
Algunos grupos de oficiales dispuestos a acabar con lo que consideraban gobierno corrupto de los partidos políticos, cobraron una gran influencia en la política nacional mediante los magnicidios y los golpes de Estado. El país sufrió dos fallidos pronunciamientos entre 1930 y el 1932 y el asesinato de cuatro personalidades, dos de ellas presidentes del Gobierno. Las autoridades militares, en vez imponer la disciplina en el Ejército, respaldaron en la práctica la meta de los golpistas: influir en los políticos para que cambiasen sus programas. Los mandos consideraban a los jóvenes oficiales golpistas militares entregados alcanzar el bienestar del país mediante el sacrificio. Hubo una nueva conspiración militar en el otoño de 1933, finalmente frustrada, durante el juicio a los oficiales implicados en el Incidente del 15 de mayo, que se frustró en el último momento. Para proteger al emperador, sus colaboradores decidieron ceder a las pretensiones de los militares, nombrando gabinetes apolíticos que representasen en teoría al conjunto de la nación. En consecuencia, el poder de los partidos menguó rápida y sensiblemente en 1932, hasta 1940, año en que fueron finalmente disueltos. La política nacional quedó dominada a partir de entonces por una serie de funcionarios civiles y militares y una nueva elite empresarial. El Gobierno quedó en manos de tecnócratas durante el resto de la década, que debieron hacer frente a la grave crisis que aquejaba al país y contentar a la derecha y a los militares para evitar nuevos golpes de Estado que pudiesen acabar con la Constitución Meiji. Los medios de difusión, sometidos a censura, pasaron de tener una actitud en general internacionalista a compartir el giro militarista de la política nacional.

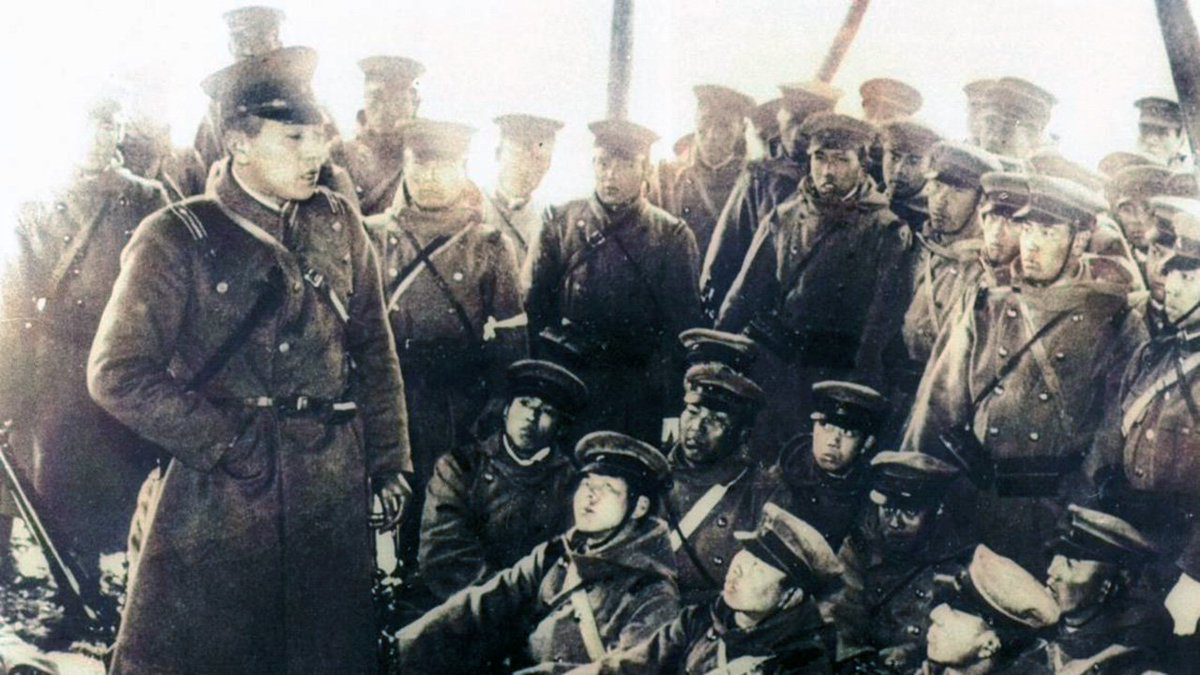
Soldados rebeldes durante el pronunciamiento del 26 de febrero de 1936

El Seiyukai ganó abrumadoramente las elecciones de febrero de 1932, marcadas por las victorias en China las penurias de la Gran Depresión. Saionji Kinmochi, empero, evitó encargar la formación de Gobierno a su dirigente, Suzuki Kisaburō, pues reprobaba la actitud violenta de este hacia China y las potencias occidentales y los planes para involucrar al emperador en la política nacional. La primera elección de la Corte fue el almirante retirado Saitō Makoto, que pasó a presidir el Gobierno tras el asesinato de Inukai Tsuyoshi en mayo de 1932. Era una elección hábil, de concordia entre los distintos grupos: de antigua familia samurái, veterano administrador y diestro colaborador con los políticos, era aceptable para la derecha por ser uno de los directores de una asociación derechista y para los militares por su calidad de oficial, antiguo ministro de Marina y favorable al rearme. Saitō contaba a su favor las disensiones en el Seiyukai, pero tenía en su contra la actitud agresiva en política exterior de la mayoría de la Dieta y la amenaza latente de los militares, que también influían en el gabinete mediante los belicosos ministros de los dos ejércitos. Los dos principales partidos lo apoyaron ante lo que se consideraba un momento de emergencia nacional, aunque por motivos particulares. La amenaza de los militares de retirar a sus ministros y hacer caer al Gobierno hizo que las partidas destinadas a sus gastos pasasen del 36 % al 45 % del presupuesto nacional. El Gobierno hubo de emitir nuevos bonos y aparcar las ayudas a los agricultores para sufragar este aumento. El almirante también puso en marcha un plan de recuperación económica mediante inversiones públicas que reforzó el papel de la Administración Pública e hizo menguar la influencia de los partidos: en parte, las inversiones pasaron de depender de los notables de los pueblos, la base de los grandes partidos nacionales, a hacerlo de los funcionarios estatales. Los partidos criticaron esta deriva, pero agudizaron con ello su imagen de defensores de las grandes empresas frente al campesinado, sumido en la depresión económica. Diversas medidas para acrecentar el poder de los funcionarios y perseguir la corrupción política y económica también perjudicaron a las dos mayores formaciones políticas japonesas.
El país fue tesando por entonces sus relaciones con las grandes potencia occidentales debido a la fundación de Manchukuo y la retirada nipona de la Sociedad de Naciones y quedando cada vez más aislado diplomáticamente. La actitud de cooperación internacional dio paso a otra de actuación individual, cimentada en el poderío militar del imperio. Los intentos gubernamentales para que las demás potencias reconociesen un papel preponderante de Japón en Asia oriental fracasaron; el fracaso determinó la debilidad del gabinete, que fue sustituido por otro presidido por otro almirante, Okada Keisuke, a mediados de 1934. Saionji lo eligió, descartando al tiempo a una serie de candidatos de derecha e intentando seguir las instrucciones del emperador, que había solicitado que el nuevo presidente del Gobierno defendiese la Constitución y se abstuviese de emprender aventuras internacionales. Pese a recibir finalmente el apoyo del Minseitō —pero no del Seiyukai, a diferencia del anterior—, este gabinete fue más débil que el anterior y conservó en sus puestos a los ministros militares y al de Asuntos Exteriores.
El nuevo Gobierno sufrió el acoso del Seiyukai, los militares y los grupos de derecha durante todo 1935; todos deseaban sustituirlo por otro de derecha. Okada respondió convocando elecciones en 1936 y brindando su apoyo abiertamente al Minseitō, que venció claramente al Seiyukai, lo que reforzó la posición del primer ministro en la Dieta y debilitó efímeramente a la oposición de derecha. La situación dio un vuelco desfavorable al Gobierno tan solo una semana más tarde, cuando algunos jóvenes oficiales dieron un nuevo golpe de Estado, asesinaron a varios destacados políticos e intentaron matar también a Okada y a Saionji. El golpe acabó con el gobierno de Okada. Los partidos siguieron apartados del poder gubernamental.
Hirota Kōki, que había sido ministro de Asuntos Exteriores en 1933 y era un diplomático de carrera, asumió la Presidencia del Gobierno en marzo de 1936 y luego volvió a asumir la cartera de Asuntos Exteriores en el primer gabinete de Fumimaro Konoe. Durante ese lustro de mediados de la década, desempeñó un papel crucial en las relaciones del imperio con China. Los militares, que obtuvieron un aumento notable del presupuesto militar de Hirota, supervisaron la selección de los nuevos ministros. El Ejército afianzó y acrecentó su poder en 1936 y la primera mitad de 1937. El fallido golpe de Estado del 26 de febrero de 1936 llevó a la creación de un mando militar unificado para las distintas armas que a partir de entonces ostentó un veto virtual sobre el nombramiento de ministros. Por añadidura, para entonces los gastos militares acaparaban el 46 % del presupuesto estatal. La política nacional quedó en manos de la Junta Gubernamental de Planificación a partir de mayo de 1937; este organismo estaba encargado de preparar la movilización nacional para una eventual guerra. El gabinete Hirota había caído algunos meses antes, el 23 de enero, a consecuencia de la dimisión del ministro de Defensa, frustrado por el rechazo de la Dieta a los amplios planes de reforma política, económica y administrativa que propugnaba el ejército con el objetivo de preparar al país para una guerra total. El general Hayashi Senjūrō encabezó el siguiente Gobierno tras moderar las ambiciones de los militares para obtener la colaboración del empresariado nipón, contrario a los grandes planes planteados. Los intentos del primer ministro de arrinconar a los partidos conservadores y de crear una nueva formación favorable a los programas belicistas del ejército fracasaron en las elecciones que convocó, pues los partidos tradicionales lograron mantener sus escaños. Este revés determinó el cese de Hayashi. Le sucedió el príncipe Konoe Fumimaro, partidario de una reforma moderada y del acuerdo con los empresarios y al que incluso los partidos conservadores habían ofrecido la presidencia de sus organizaciones anteriormente, sin que la hubiese aceptado. Konoe adoptó una actitud conciliadora en política interior y exterior, al tiempo que impulsaba los preparativos bélicos en economía y armamento. La guerra con China, inesperada, estalló al poco; el Gobierno dudó sobre la conveniencia de embarcarse en ella en un momento en que se alistaba para emprender un ambicioso plan quinquenal de desarrollo industrial, pero la esperanza de poder aprovechar el choque para eliminar al Gobierno nacionalista chino hizo que finalmente se optase por la guerra. La contienda sirvió para aunar fuerzas en la política interior y reducir la oposición al Gobierno y como motivo gubernamental para la movilización popular en favor del nacionalismo. Pero la ausencia de una victoria rápida hizo luego que el conflicto restase apoyos al ejecutivo e hiciese peligrar los planes de reforma, puesto que parte de los recursos que necesitaban se tenía que dedicar a los ejércitos destacados en China. Pese a todo Konoe logró que la Dieta aprobase una serie de medidas a lo largo de 1938 que reforzaban el poder del Gobierno frente al del Parlamento —en especial en tiempo de guerra— y le concedían amplias prerrogativas para intervenir en la economía. La imposibilidad de poner fin rápidamente a la contienda con China y la negativa a pactar con esta hicieron que Konoe optase por dejar la Presidencia del Gobierno en enero de 1939. Pasó a presidir el Consejo de Ministros un antiguo ultraderechista, Kiichiro Hiranuma, que para entonces había abandonado los planes de reforma radical, como su predecesor y prefirió colaborar con los conservadores. Hiranuma acabó dimitiendo por la sorpresa que supuso la inopinada firma del Pacto Ribbentrop-Mólotov precisamente cuando Japón se disponía a estrechar lazos con Alemania e Italia para neutralizar lo que percibía como creciente amenaza soviética. El nuevo gabinete del general Abe Nobuyuki fue esencialmente continuista, si bien tuvo que afrontar el creciente disgusto de la población por las penurias que causaba la prolongada guerra con China y la sequía. La oposición de ultraderecha en la Dieta aprovechó los apuros de Abe para obligarlo a dimitir en enero de 1940, tras derrotarlo en una moción de censura. Abe había contado con el respaldo de las direcciones del Seiyukai y del Minseitō, pero no con la de muchos de los diputados menores de estos partidos, que se coligaron con los independientes para derrotarlo. La Presidencia recayó entonces en un almirante, Yonai Mitsumasa, que recibió el apoyo de la fracción conservadora (formada esencialmente por parte del empresariado, del funcionariado, de la Armada, la corte y los principales partidos). El rumbo de la guerra mundial —la victoria alemana en Europa sobre las potencias coloniales— y la creciente presión de los reformistas de ultraderecha hicieron, no obstante, que finalmente Konoe se aviniese a volver a presidir el Consejo de Ministros e implantase un nuevo sistema político. Contó para ello con los parlamentarios conservadores, alarmados por la formación de una liga parlamentaria claramente respaldada por los militares que pretendía llevar a cabo la reforma política que estos ansiaban. Para los partidos conservadores, Konoe era el mal menor, la figura conciliadora y aceptaron disolverse y apoyar la formación política que crease. El Ejército precipitó la vuelta de Konoe mediante la dimisión del ministro de Defensa y la negativa de aceptar ingresar en otro gabinete que no fuese presidido por el príncipe.
Konoe tomó posesión como primer ministro el 22 de julio de 1940, tras haber aceptado las condiciones de los altos mandos militares de estrechar lazos con Alemania e Italia, reforzar el Ejército de Tierra para una posible guerra con la URSS (con la que, si era posible, se debía firmar un pacto de no agresión) y prepararse para extenderse por el sureste asiático y Oceanía, incluso si ello conllevaba entrar en conflicto con los Estados Unidos. Konoe se había acercado a las posiciones de los reformistas que deseaban acabar con el sistema gubernamental de la Restauración Meiji, influido por la situación internacional y su pasada experiencia, que lo había decepcionado: se oponía ya a las elecciones y al poder político de la Dieta. Deseaba implantar un nuevo modelo político basado en un nuevo partido —el único de la Dieta— que él presidiría y que debía servir para lograr una gran movilización nacional. Su programa preveía la reforma política, la implantación de una economía planificada y la expansión por el sureste asiático.

### Política exterior

#### Relaciones con las grandes potencias
El presidente estadounidense Warren Harding convocó la Conferencia de Washington de 1921 al poco de ser elegido para tratar de imponer un límite a los presupuestos militares de las potencias con intereses en Asia oriental y el Pacífico. La reunión permitió a Japón obtener la totalidad de los antiguos privilegios alemanes en la península de Shandong a cambio de la retirada de sus tropas de Siberia, pero también marcó el fin de la alianza anglojaponesa. Poderosos intereses industriales, financieros y militares se opusieron en Japón a la pretensión de la conferencia de reducir las partidas destinadas a la Armada. Lo presupuestado para 1920, setecientos millones de yenes, ya era de por sí insuficiente para sufragar los gastos del tamaño previsto para la Armada: ocho cruceros y otros tantos grandes acorazados. El peligro de bancarrota hizo, empero, que el Gobierno de Hara Takashi se aviniese a respaldar la propuesta estadounidense de reducción de arsenales.

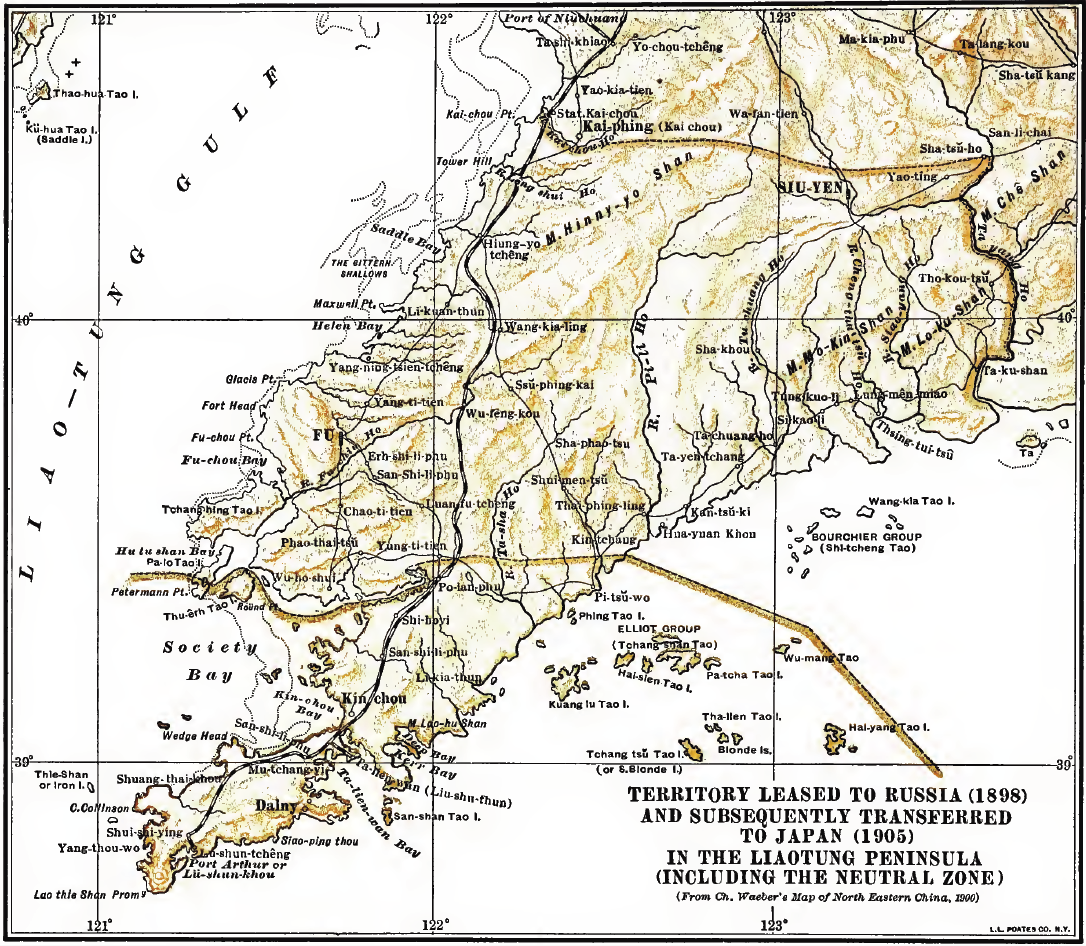
El territorio arrendado de Kwantung, en poder de Japón tras la victoria en la guerra ruso-japonesa. Gran parte de los residentes japoneses en China a finales de la década de 1920 vivían en él.

La influencia del Reino Unido y los Estados Unidos en China, fuente esencial de hierro, carbón y petróleo para Japón, hizo que el ministro de Asuntos Exteriores Shidehara Kijūrō tratará de mantener buenas relaciones con estas dos potencias. Pese a algunos gestos conciliadores estadounidenses, otras medidas consideradas hostiles hacia el imperio como el reforzamiento británico de la base naval en Singapur, las leyes contra la inmigración nipona en los Estados Unidos o el reforzamiento de los movimientos antijaponeses en China desprestigiaron la posición de Shidehara, tildada de débil, y allanaron la implantación de una política más dura por parte del nuevo Gobierno presidido por Tanaka Giichi.
La opinión pública nacionalista percibía al país cada vez más aislado y rodeado de potencias hostiles a comienzos de la década de 1930. El resultado de la Conferencia Naval de Londres, pese a ser fundamentalmente favorable a los deseos japoneses sobre la proporción de las Armadas de las distintas potencias, dejó le dejó insatisfecha. Los militares, además, se opusieron a toda reducción de las partidas destinadas a sus ministerios, contrarios a los objetivos de la fallida Conferencia de Desarme de Ginebra de 1932.
Con la retirada del país de la Sociedad de Naciones, comenzó un período de «independencia diplomática» que conllevó el principio del rearme del imperio. El país se preparó para actuar por su cuenta, abandonando la anterior concertación internacional, aprestándose a una eventual contienda con sus posibles adversarios (la Unión Soviética, las potencias anglosajonas o el Gobierno nacionalista chino) merced a un gran reforzamiento de sus Fuerzas Armadas y de su industria, necesaria para sostener un posible guerra total. Los tratados que limitaban el armamento (los de Washington y Londres) caducaron y el país se negó a renovarlos.

#### Relaciones con China

##### Posguerra
Pese a proclamar el respeto a los asuntos internos chinos, el Gobierno japonés de posguerra siguió interviniendo en ellos, apoyando, si bien más discretamente, a Duan Qirui y su camarilla de Anhui. Los Estados Unidos y el Reino Unido, por su parte, sostenían a una camarilla rival, la de Zhili. En 1920 la facción projaponesa fue vencida por la paradójica intervención en la guerra Zhili-Anhui de otro de los protegidos nipones: Zhang Zuolin, que envió unidades contra Duan. Pese al grave contratiempo, el Gobierno japonés siguió aplicando en China el viejo método de utilizar intermediarios chinos para promover sus intereses, incluso en un momento en el que el creciente nacionalismo chino tendía a desacreditar a estas figuras. El nuevo favorito japonés fue el propio Zhang Zuolin.

##### China y Manchuria
Respecto de China, los objetivos japoneses eran fundamentalmente los siguientes: asegurar el reconocimiento de los intereses nacionales en Manchuria y la Mongolia Interior; mantener las buenas relaciones con los caciques militares de las provincias septentrionales; evitar en lo posible las actividades antijaponesas en el valle del Yangtsé y en las ciudades costeras y mostrarse conciliadores con el nacionalismo chino siempre que no chocase con los intereses nipones. Siete de cada diez extranjeros residentes en China a finales de la década de 1920 eran japoneses (unas doscientas cincuenta y cinco mil personas). La gran mayoría (unos doscientos mil) vivían residían en Manchuria (sobre todo en el territorio arrendado de Kwantung) y en los otros seis lugares sometidos a la jurisdicción consular nipona. Más de la mitad de los residentes dependían de la compañía del Ferrocarril del Sur de Manchuria, sus empresas subsidiarias o del Gobierno de Kwantung, mientras que el resto trabajaba fundamentalmente en las cuatro mil seiscientas empresas asentadas en China, muchas de ellas pequeñas tiendas.
La figura que más interesó a los sucesivos Gobiernos japoneses durante la década de 1920 en lo que se refiere a China fue el caudillo militar Zhang Zuolin, que dominaba Manchuria. En general, Japón favoreció a los elementos conservadores y reaccionarios en China y se opuso a los movimientos que propugnaban reformas políticas y sociales. Japón percibía el movimiento nacionalista chino encabezado por Chiang Kai-shek como una amenaza a sus intereses estratégicos y económicos en China, a la que se sumaba la creciente presencia militar soviética en Oriente.

##### La Expedición al Norte del KMT

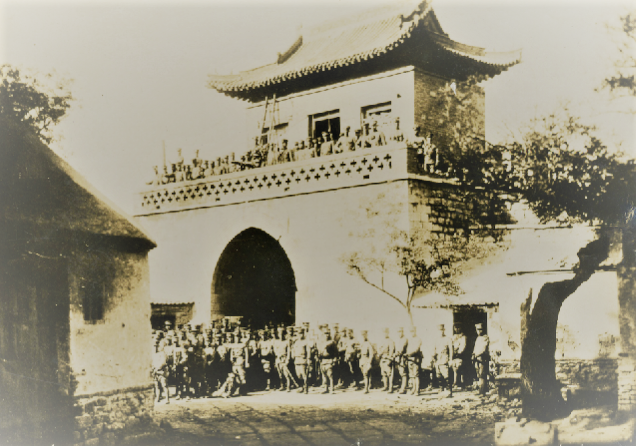
Soldados japoneses en Jinan.

El envío de tropas a Shandong y el consecuente Incidente de Jinan complicaron la relaciones entre Tokio y el nuevo Gobierno chino de Nankín que surgió tras la conclusión de la Expedición al Norte y el asesinato a manos de oficiales japoneses del Ejército de Kwantung de Zhang Zuolin en junio de 1928. El choque agrió las relaciones bilaterales y atizó el sentimiento antijaponés en China. El boicoteo de los productos japoneses redujo las exportaciones japonesas al norte de China en un 20 % y en un 25 % las destinadas al resto del país y también afectó a otros lugares con comunidades chinas como Singapur. El incidente supuso además uno de los primeros ejemplos de debilidad gubernamental frente a la insubordinación de los mandos militares destacados en China. El envío de soldados a Shandong apenas sirvió para retrasar el avance nacionalista hacia el norte; después de que el KMT se apoderase de Pekín, la principal preocupación japonesa fue que los combates no se extendiesen a Manchuria y evitar que el KMT enviase tropas a la región. Finalmente Tokio reconoció al nuevo Gobierno nacionalista chino el 3 de junio, después de resolver algunas disputas pendientes entre las dos partes.
Pese al gran interés del Gobierno japonés por Manchuria, la población era abrumadoramente china: en 1930 residían en la región veinticinco millones de chinos, frente a unos novecientos mil coreanos y menos de tres mil japoneses. La región, sin embargo, tenía gran importancia económica y social para el imperio: en 1926 aportaba la mitad del déficit en arroz que sufría Japón (el arroz manchú se exportaba a Corea de donde, a su vez, se enviaba cereal a Japón) a causa del gran aumento de la población y de la industrialización del país. Algunos políticos japoneses deseaban además que la región fuese la nueva fuente de abastecimiento de la gran cantidad de materias primas que importaba la industria japonesa.

##### Crisis de Manchuria y abandono de la Sociedad de Naciones

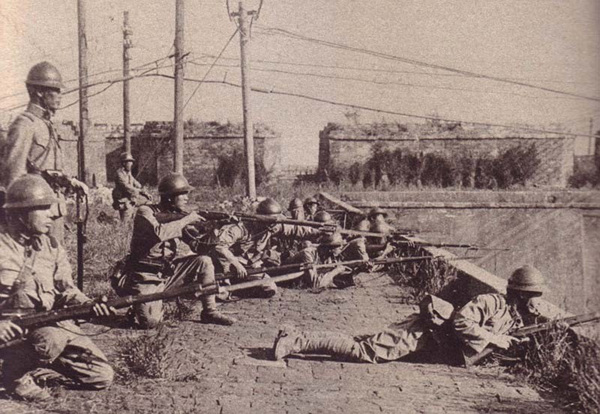
Tropas japonesas apostadas en Mukden en septiembre de 1931.

Las unidades japonesas fueron ocupando Manchuria: se hicieron con Qiqihar a finales de noviembre de 1931, con Jinzhou el 3 de enero de 1932 y con Harbin el 5 de febrero. Para entonces el Ejército de Kwantung había eliminado la autoridad del Gobierno chino en la región. Los choques y roces entre chinos y japoneses se sucedieron durante toda la primera mitad de 1932; los combates más graves se libraron en Shanghái entre infantes de marina japoneses y soldados chinos del 19.º Ejército de Ruta. La autoridad gubernamental sobre el ejército era, sin embargo, nula. Se formó un nuevo Gobierno que en enero de 1932 decidió crear un nuevo Gobierno en Manchuria; esto se tradujo en la proclamación del nuevo Estado de Manchukuo el 1 de marzo, que poco después encomendó el mantenimiento del orden público, su defensa y la red de comunicaciones al Japón. Los japoneses convencieron al último emperador chino de la dinastía Qing, Puyi, para que encabezase el nuevo Estado, primero en calidad de jefe del Gobierno y luego, dos años más tarde, de emperador. El Gobierno japonés reconoció formalmente al nuevo Estado el 15 de septiembre, pese a la protesta general de las demás potencias, salvo la Unión Soviética. En la práctica, Manchukuo quedaba sometido a la autoridad japonesa, concretamente a la del Ejército de Kwantung.
Mientras el representante japonés ante la Sociedad de Naciones, Yōsuke Matsuoka, trataba de justificar las acciones del país en Manchuria como defensivas, el avance japonés en la región continuaban, así como los combates. Fuerzas japonesas y manchúes se apoderaron de Shanhaiguan el 3 de enero de 1933; el 23 de febrero el Ejército de Kwantung penetró en Jehol, que ocupó en apenas diez días. El Comité de los Diecinueve de la Sociedad de Naciones exhortó a Japón a retirar a sus soldados de los territorios ocupados; la asamblea aprobó la recomendación por mayoría abrumadora el 24 del mes y el Gobierno japonés reaccionó retirándose de la organización tres días más tarde. Para la opinión pública nipona en general, las acciones de la Sociedad suponían una intromisión en una región de gran interés para el imperio, mientras que en el mundo la actitud japonesa se consideraba perjudicial para el sistema de gestión internacional de las crisis y las agresiones entre países. La conquista de Manchuria aisló diplomáticamente al Japón y acrecentó sus problemas de defensa. Para resolver estos nuevos problemas, los militares abogaban por extender el dominio japonés en China ya que así, según su opinión, el imperio se volvería autosuficiente y seguro. Esto, a su vez, comportaría probables conflictos no solo con China, sino con la URSS, el Reino Unido y los Estados Unidos. El Ejército de Tierra impuso un cambio en la política exterior del imperio.

##### Tensión bilateral

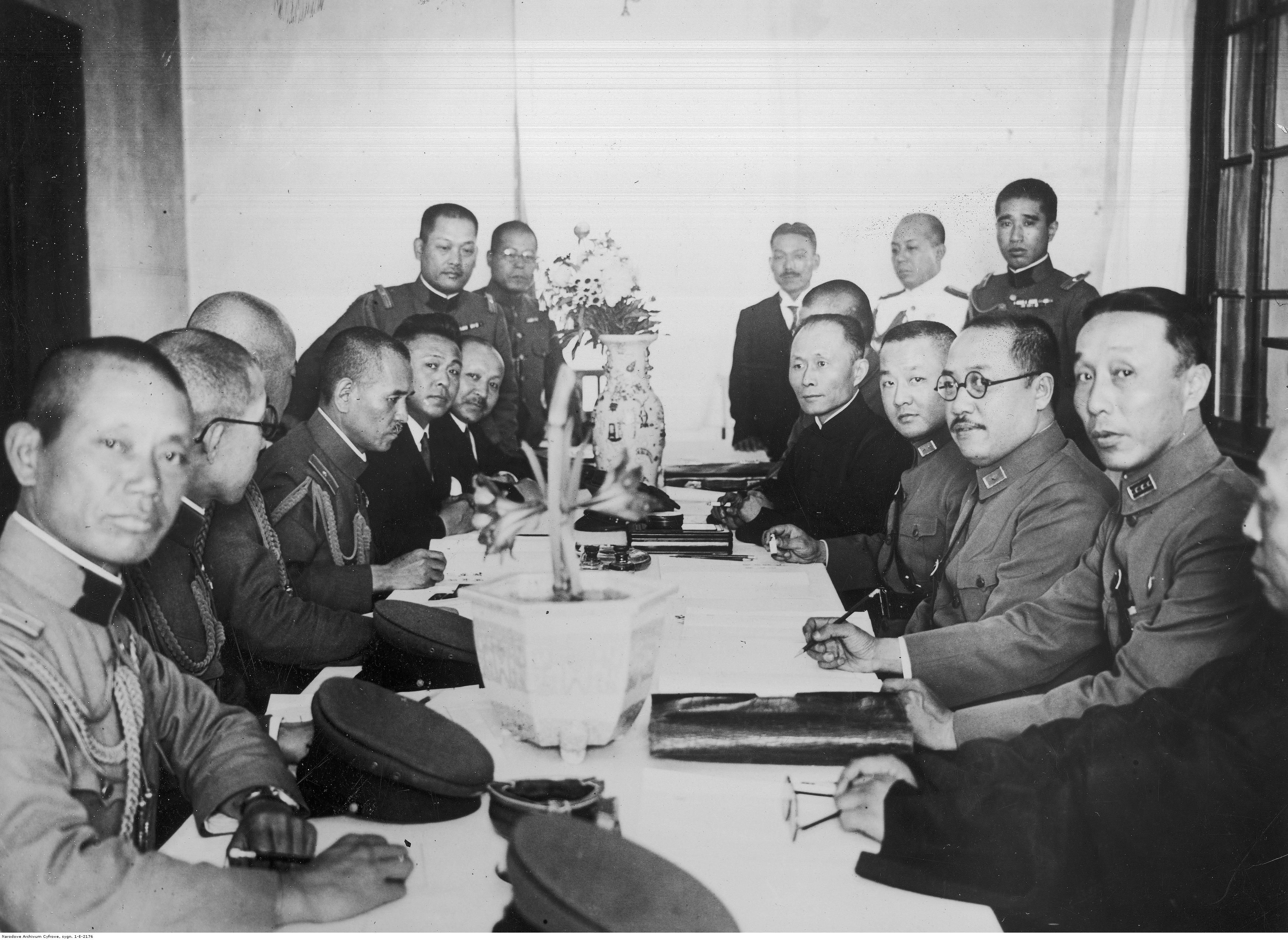
Firma de la Tregua de Tanggu en mayo de 1933. Uno de los acuerdos sino-japoneses que fue reduciendo la autoridad del Gobierno de Nankín hasta el desencadenamiento de la guerra entre los dos países.

Los combates continuaron en el norte de China hasta la firma de la Tregua de Tanggu el 31 de mayo de 1933. Esta disponía que los ejércitos chinos evacuarían una amplia zona de unos ciento veinte mil kilómetros cuadrados entre Shanhaiguan y Pekín, que quedaría temporalmente bajo ocupación japonesa y sometida al control de un nuevo cuerpo de policía favorable a Japón. El Ejército de Kwantung devino protector tanto de Manchuria como de esta zona al sur de la Gran Muralla. China se avino a aceptar las condiciones del armisticio por su débil posición militar, económica y política.
Kōki Hirota perfiló durante el lustro siguiente las relaciones con China: pretendía que toda ayuda militar y civil a esta proviniese exclusivamente del Japón, se estrechasen los vínculos con Manchukuo  y se mantuviese una relación dual con las autoridades chinas (por una parte con las de Nankín y por otra con los distintos caciques regionales que escapaban en la práctica del poder del Gobierno central chino). Nankín debía perder toda influencia en Manchuria y colaborar con Tokio contra la Unión Soviética y debía favorecerse la creación de una Mongolia autónoma en Suiyuan y Chahar. El Acuerdo He-Umezu se encuadra en los tratos del imperio con las autoridades locales. Se firmó en el verano de 1935 y supuso la sustitución de las unidades militares gubernamentales chinas por otras regionales y favorables a Japón en la provincia de Hebei, que contaron tanto con asesores japonesas como con el apoyo de unidades niponas. Para evitar la formación de una nueva autoridad projaponesa en Shandong, Hebei, Shanxi, Chahar y Suiyuan, el Gobierno de Nankín creó una estructura propia, la Junta Política de Hebei–Chahar, presidida por el general Song Zheyuan, indirectamente ligada a Nankín.
Por su parte, el Gobierno de Nankín trataba de evitar una guerra abierta con Japón mientras no eliminase definitivamente a los restos de caudillos militares y al partido comunista, manteniendo para ello una actitud conciliadora aunque cauta.
La actitud japonesa sobre Manchuria y el resto del norte de China en 1936 y 1937 comprendía el mantenimiento de la situación en la región y la integración de sus recursos en la producción industrial nipona. Aunque el enemigo previsto por los mandos japoneses era la Unión Soviética, la guerra estalló finalmente primero con China, debido al Incidente del Puente de Marco Polo del 7 de julio de 1937. Lo que en principio fue una escaramuza precipitó el conflicto armado entre las dos naciones. El progresivo avance japonés en el norte de China acabó desatando la contienda. Esta, que se creyó sería corta, se fue alargando pese a las victorias militares niponas; Japón era incapaz de imponer al Gobierno nacionalista chino de Chiang Kai-shek la firma de la paz, y a comienzos de 1940 trató de sustituirlo creando uno rival presidido por Wang Jingwei.

#### Relaciones con la Unión Soviética
La intervención japonesa en Siberia fue mucho más prolongada que la de las demás potencias. Resultó muy costosa y suscitó críticas hacia Japón, al que se tildó de militarista. Las tropas niponas permanecieron en el antiguo territorio imperial ruso hasta 1925.

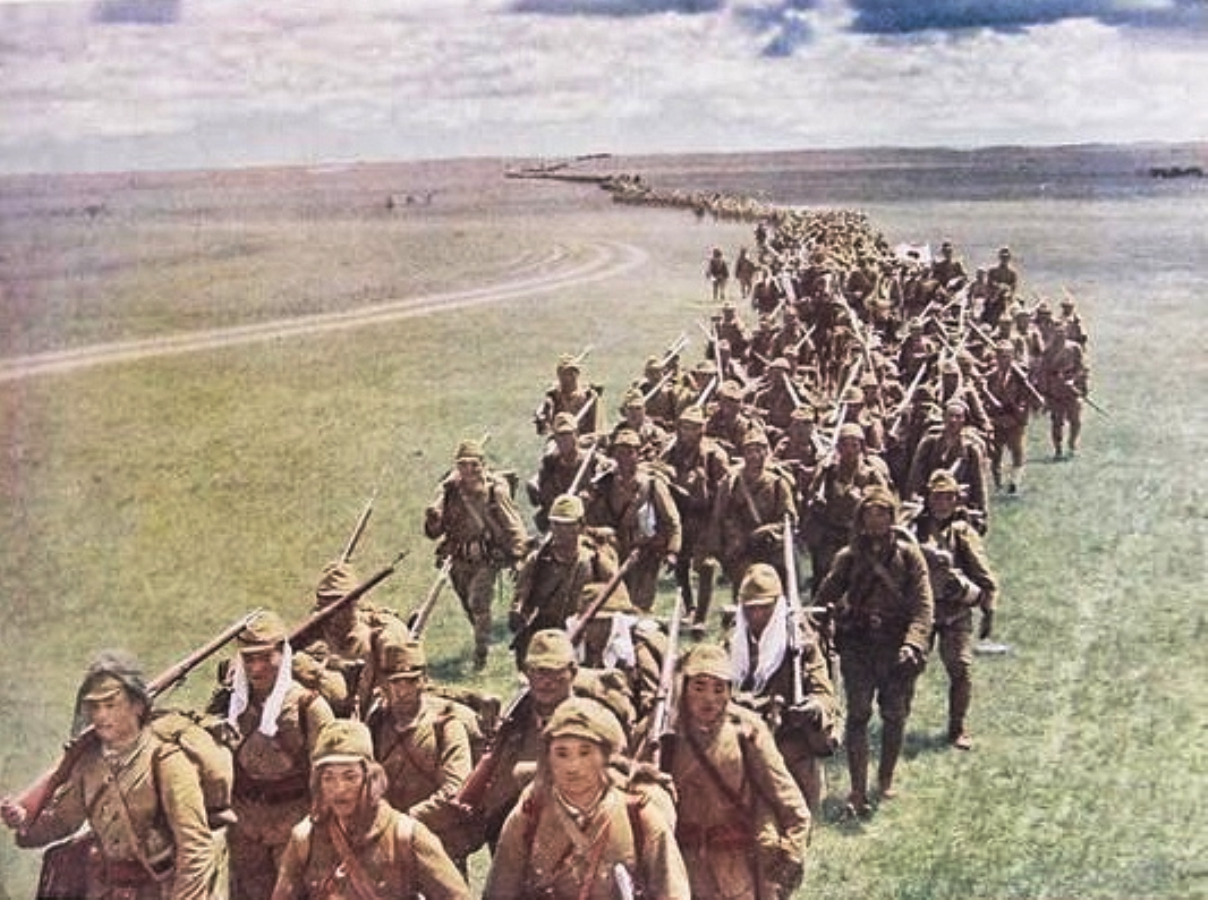
Columna del Ejército de Kwantung en Mongolia en 1939, zona de fricción con la Unión Soviética.

La ocupación japonesa de Manchuria y la formación de una fracción claramente antisoviética en el mando militar nipón a finales de 1931 alarmó a las autoridades de la URSS, conscientes de su inferioridad militar en el Extremo Oriente respecto del imperio vecino. Por ello adoptaron hacia Japón una actitud conciliadora, tratando de evitar los roces entre las dos naciones (choques fronterizos, situación del Ferrocarril Transmanchuriano), al tiempo que reforzaban apresuradamente la región oriental del país. En línea con esta actitud, la Unión Soviética decidió establecer un consulado en Hsinking, la capital de Manchukuo y propuso a Japón en varias ocasiones firmar un pacto de no agresión, que este rehusó el 13 de diciembre de 1932. También permitió la apertura de un consulado manchú en Moscú, lo que supuso el reconocimiento oficioso del nuevo Estado títere. Asimismo, aceptó vender el Ferrocarril Transmanchuriano a Japón en 1935, medida que ya había anunciado tres años antes. Para mejorar la situación militar, se fortificaron algunos lugares fronterizos y se concluyeron las obras para dotar al Ferrocarril Transiberiano de doble vía, medidas que atizaron los recelos de los militares japoneses. La llegada de refuerzos soviéticos a Oriente hizo que la URSS gozase finalmente de una notable ventaja en efectivos respecto del imperio, según los cálculos del Estado Mayor nipón. La desconfianza mutua desató una carrera armamentística en la zona y la petición del Ejército imperial de aumentar de cinco a ocho las divisiones destinadas en Manchuria y Corea.
La firma por parte de Japón del Pacto Antikomintern perjudicó las relaciones bilaterales entre los dos países. Los soviéticos habían descifrado los códigos de comunicación japoneses y, merced a ello, conocían el anexo secreto del pacto que señalaba que este iba dirigido no solamente contra la Tercera Internacional, sino contra la propia URSS. La rúbrica del pacto también frustró el acuerdo sobre las pesquerías y sobre la concesión de derechos a Japón en la mitad septentrional de Sajalín. Los soviéticos se volvieron más estrictos con las concesiones anuales a los pesqueros nipones y a las empresas que extraían petróleo en Sajalín y cerraron cuatro de los ocho consulados del imperio. Crecieron también las escaramuzas fronterizas y la batalla de Nomonhan de mayo-agosto de 1939 estuvo a punto de desatar una guerra entre los dos países. Las relaciones mejoraron luego a finales de año y comienzos de 1940: el Gobierno nipón se avino a delimitar la frontera manchú y a negociar un tratado comercial y un acuerdo permanente sobre las pesquerías. Llegó incluso a presentar un borrador de tratado de neutralidad a la URSS en julio de 1940, con la motivación doble de que esta dejase de ayudar a Chiang Kai-shek y se evitase una posible contienda en Manchuria que permitiese al imperio concentrarse en extenderse por Asia suroriental, aprovechando la derrota de las potencias coloniales de la zona a manos de Alemania. El pacto se acabó firmando casi un año después, el 13 de abril de 1941 e incluyó la promesa de los dos países firmantes de respetar las fronteras de Mongolia y Manchukuo.
La invasión alemana de la Unión Soviética en junio de 1941 hizo que esta enviase parte de sus unidades desplegadas en Asia oriental a Europa. Pese a ello, Japón decidió no aprovechar el momento para atacar a la URSS, preocupada por la situación en el sureste asiático y la reacción hostil de los Estados Unidos.

#### Relaciones con los Estados Unidos
Japón modernizó su flota a lo largo de la década de 1920, haciendo que pasase de utilizar carbón a emplear petróleo que, sin embargo, debía importar de los Estados Unidos.
Pese a que la invasión de Manchuria suponía una infracción clara del Tratado de las Nueve Potencias y los Estados Unidos y el Reino Unido contaban en 1931 con suficientes buques de guerra como para aplicar represalias a Japón, no lo hicieron, se limitaron a protestar y negarse a reconocer al nuevo Estado títere de Manchukuo. El nuevo programa de defensa imperial de 1936 definió a los Estados Unidos como el principal enemigo potencial de Japón y permitió el aumento de los efectivos de la Armada a niveles muy superiores a los permitidos por los tratados de limitación de armamento, que el imperio ya había abandonado para entonces. Los mandos militares nipones, tanto los del Ejército de Tierra como los de la Armada vieron en la victoria alemana en Europa en la primavera de 1940 una oportunidad para apoderarse de las colonias europeas en el sureste asiático y de reducir merced a esto la dependencia de las importaciones estadounidenses. La ocupación de estos territorios, sin embargo, aumentaba la probabilidad de tener que enfrentarse a los Estados Unidos, que ya habían rescindido el tratado comercial con Tokio en enero y colaboraban con el Reino Unido.
El despliegue de unidades japonesas en la Indochina francesa a partir de 28 de julio de 1941 determinó que los Estados Unidos cesase las exportaciones de petróleo al imperio y congelase sus propiedades.

### Hacia la guerra mundial

#### Belicismo
Las medidas de desarme de la década de 1920 y principios de la siguiente habían disgustado profundamente a los oficiales, con escasas salidas profesionales alternativas. La carrera militar era además una de las escasas vías de ascenso social para los hombres de origen humilde. Se habían desmovilizado sesenta mil militares en 1922, varias unidades más en 1923 y treinta y cuatro mil soldados más —cuatro divisiones— en 1925. Los Gobiernos del Minseitō habían recortado los gastos civiles y militares en 1930-1931. La comisión militar encargada de estudiar nuevas medidas de austeridad se negó en mayo de 1931 a admitir nuevas restricciones. Los militares rehusaron en septiembre los planes del ministro de Finanzas para reducir las partidas militares, las únicas que se podían recortar para disminuir el déficit presupuestario.
Si en 1933 había sido el Ejército de Tierra el que había forzado un cambio en la política exterior, en 1936 lo hizo la Armada, aunque de acuerdo con aquel. El Gobierno aceptó el programa de los dos ejércitos que consistía en afrontar una carrera armamentística con los Estados Unidos, principal enemigo potencial, emprender la expansión por el sureste asiático, aumentar los efectivos contra la URSS, estrechar relaciones con Alemania e implantar la planificación económica en el país. La aplicación del programa desató primero una guerra con China y en 1941 precipitó al país en la Segunda Guerra Mundial.

#### Avance hacia el sur y problemas de suministro

La situación en el Pacífico occidental en septiembre de 1939. Japón conservaba Corea, Taiwán y las islas del Mandato del Pacífico Sur y se estaba expandiendo por China. La derrota de las potencias coloniales europeas en 1940 facilitó el siguiente paso, pero conllevó enfrentarse con los Estados Unidos y entrar en la contienda mundial.

El avance hacia el sureste asiático comenzó con la ocupación de ciertas islas frente a Amoy y Hong Kong tras el comienzo de las hostilidades con China en julio de 1937. La Armada se encargó además de la administración de Taiwán desde 1936, tras veinte años de gobierno civil en la isla, y de las islas del Mandato del Pacífico Sur. El objetivo era construir bases navales en Taiwán y aéreas en las Carolinas y las Marianas para facilitar la expansión hacia el sur. Los japoneses destacaron soldados en las estratégicas islas Spratly en julio de 1938 y se las anexaron oficialmente el 30 de marzo de 1939. Asimismo, reclamaron para sí una vasta cadena de arrecifes que se extienden desde el extremo de La Paragua hasta el sur de la península indochina. Conquistaron Hainan el 10 de febrero de 1939, operación que se había aprobado a finales de noviembre del año anterior. Hainan y las Spratly, sometidas a la administración naval taiwanesa, debían servir a la Armada de bases para separar a británicos de estadounidenses y preparar la marcha más hacia el sur.
El ejército comenzó a desplegarse por el la Indochina septentrional el 22 de septiembre de 1940, aprovechando la derrota francesa en Europa. Esto determinó que los estadounidenses cesasen la exportación de acero y chatarra al imperio. Antes ya habían dejado de exportar combustible de aviación. Los Estados Unidos amenazaban de hecho con estrangular la industria bélica del imperio si este continuaba su avance hacia el sur. Para entonces la Armada ya había avisado que la imposición estadounidense de un embargo a las exportaciones de petróleo al imperio requeriría la ocupación de las Indias Orientales Neerlandesas, fuente alternativa combustible. La movilización de la Armada se ordenó el 15 de octubre, con el propósito de que se hubiese completado el 15 de noviembre del año siguiente, momento en el que debía estar lista para la expansión por el sureste asiático, incluso al precio de desatar las hostilidades con los EE. UU. Los intentos japoneses por sustituir las importaciones estadounidenses y aumentar la compra de petróleo de las 
Indias Orientales Neerlandesas resultaron infructuosos. Los estadounidenses incluyeron en el embargo el cobre y el estaño en enero de 1941 y en junio la industria nipona empezó a sufrir el efecto de las restricciones. Finalmente, Roosevelt indicó el 20 de junio que dejaría de exportar petróleo al imperio desde la costa este, debido a la escasez que sufría por entonces el país.
La conferencia imperial del 2 de julio aprobó finalmente la expansión meridional, a la que debía seguir la guerra con la URSS. Las unidades japonesas penetraron en la Indochina meridional el 24 de julio, tras haber recibido el beneplácito francés tres días antes. Al día siguiente el portavoz de la Armada exigió que se entrase en guerra con los Estados Unidos. Los Aliados reaccionaron a la ocupación nipona en Indochina poniendo fin a todo comercio con el imperio. Los dos ejércitos acordaron desencadenar la contienda a finales de octubre, decisión que aprobó una nueva conferencia imperial el 6 de septiembre. El ataque a Pearl Harbor fue consecuencia de la petición del almirante Yamamoto Isoroku, jefe de la Flota Combinada, que creía necesario el golpe a la escuadra enemiga para proteger el flanco del avance hacia el sur.

#### La competición naval
El Tratado naval de Washington había reflejado la situación del momento en las Armadas de las potencias. Japón había obtenido permiso para contar con seis acorazados por cada diez de los Estados Unidos o el Reino Unido. El de Londres de 1930, por el contrario, pese a que había aumentado la proporción en favor del imperio (de seis a siete), no reflejaba la situación real, puesto que estadounidenses y británicos habían ralentizado la construcción naval; para respetar las proporciones aprobadas, Japón debía dejar de construir algunos tipos de navío, situación que disgustó a la Armada imperial. Los posteriores intentos de implantar un desarme general de las potencias fracasaron sucesivamente, hasta el fiasco final del Segundo Tratado Naval de Londres.
En 1937 había comenzado una carrera de armamentos entre las potencias navales que al comienzo había sido claramente favorable a Japón, que superaba a sus rivales en tecnología y crecimiento en tonelaje. El objetivo de la Armada era contar con suficientes fuerzas como para defender el Pacífico occidental. La penuria de las finanzas británicas y las amenazas en Europa habían hecho que el Imperio británico se hubiese desentendido de la defensa de sus posesiones en el Pacífico y en el océano Índico y la oposición interna al rearme tampoco había permitido al presidente estadounidense competir seriamente con el programa naval nipón. Los nuevos acorazados británicos eran inferiores en tamaño, armamento y blindaje al modelo más moderno japonés y los cazas de sus portaaviones eran también netamente inferiores a los nipones. En la práctica, el Gobierno británico había abandonado ya toda esperanza de defender los territorios del Pacífico en 1938 y esperaba que los protegiese la Armada estadounidense. La derrota francesa obligó al Reino Unido a concentrar toda su capacidad en Europa, e impelió a los Estados Unidos a emprender un gran plan de construcción naval. El Congreso de los Estados Unidos aprobó en junio y julio los fondos para construir casi el doble de barcos que guerra que los que había permitido en los primeros seis años de presidencia de Roosevelt, un total de doscientos cincuenta buques. Estos planes hicieron prever que la ventaja japonesa fuese mermando con el tiempo a partir de 1942. Por añadidura, merced a los encargos británicos y franceses, la industria aeronáutica estadounidense producía en 1941 cuatro veces más aviones que la japonesa.

#### Derrota de las potencias coloniales y decisión de enfrentarse a los Estados Unidos
Además, la derrota francesa allanó la expansión nipona hacia el sureste asiático. El Ejército de Tierra era favorable a ella porque sus intentos de vencer definitivamente a China estaban fracasando, necesitaba materias primas para continuar la larga contienda, el embargo estadounidense se volvía cada vez más estricto y los productos del sureste asiático podían servir para sustituir las importaciones estadounidenses. El control de la zona permitiría, además acabar con una de las rutas de abastecimiento del Gobierno chino, la que atravesaba Birmania. Aunque los dos ejércitos finalmente se decidieron en julio de 1940 a ocupar la región incluso si ello suponía enfrentarse con los Estados Unidos, el nuevo Gobierno del almirante Yonai Mitsumasa se negó a asumir el riesgo hasta que se hubiesen completado los planes de rearme. Su oposición le costó el puesto, que pasó al príncipe Konoe Fumimaro.
| Previsión japonesa de la evolución naval entre las armadas estadounidense (100) y japonesa |                                                                  |
| ------------------------------------------------------------------------------------------ | ---------------------------------------------------------------- |
| Gráfico no disponible temporalmente debido a problemas técnicos.                           |                                                                  |
| Según Pelz (1975), p. 224.                                                                 |                                                                  |
|                                                                                            | Gráfico no disponible temporalmente debido a problemas técnicos. |

La decisión final de expandirse hacia el sur incluso si ello suponía entrar en guerra con los Estados Unidos la tomaron el Gobierno y la Armada imperiales entre abril y julio de 1941. Entre los diversos motivos para ello se contaron la debilidad de las potencias coloniales de la zona, vencidas en Europa por Alemania, la buena marcha de la construcción naval imperial y la amenaza que suponían los nuevos programas de armamento estadounidenses, que reducirían con el tiempo la ventaja obtenida hasta entonces por la Armada, que habría de arrostrar el peso de los posibles combates en el Pacífico. Se calculaba que Japón apenas contaba con dos años de ventaja en la competición naval. El momento parecía además propicio, puesto que británicos y estadounidenses habían concentrado sus navíos en el océano Atlántico para frenar las acometidas alemanas. Por añadidura, Japón igualaba en el mar al resto de potencias aliadas en el otoño, que tenían sus fuerzas mucho más desperdigadas. Los posibles enemigos no podrían enviar nuevas fuerzas al Pacífico y emprender una ofensiva contra Japón antes del verano de 1942 y para entonces este contaría con los nuevos destructores de la clase Yamato y mayor cantidad de navíos de menor porte. El plan japonés consistía en una expansión en el sureste asiático y, tras este, una guerra con la Unión Soviética, para entonces ya enfrascada en la contienda con Alemania.
Las últimas conversaciones entre los Estados Unidos y Japón para tratar de enviar la guerra entre las dos potencias se entablaron en la primavera de 1941, pero ya en junio estaban estancadas. Los Estados Unidos exigían a Japón abandonar las conquistas que había hecho en China y los planes de expansión en el sureste asiático a cambio de acabar con el embargo al que le sometía. En caso contrario, lo ampliarían, perjudicando el programa militar nipón. Por su parte, Japón exigía el sometimiento del Gobierno chino de Chiang Kai-shek, que los Estados Unidos no atacasen a Alemania y que les suministrasen materias primas necesarias para la producción bélica. Ninguna de las dos partes estaba dispuesta a aceptar las condiciones que exigía la otra.
Los representantes de los dos ejércitos exigieron al primer ministro Konoe que estuviese listo para emprender las hostilidades a principios de noviembre. Konoe trató en el último momento de retrasar el conflicto e intentó en vano negociar con Roosevelt, que se negó a ello ante la gran diferencia entre las posturas de los dos países, que no habían cambiado desde junio. Finalmente Konoe dimitió y cedió el cargo al Tojo Hideki, hasta entonces ministro de la Guerra. Una nueva conferencia y larga conferencia imperial de diecisiete horas que se celebró el 1 de noviembre a petición del emperador decidió por fin que la guerra comenzaría a principios de diciembre.

## Economía y sociedad

### Explosión demográfica y consecuencias económicas
Un importante factor en este en la historia japonesa del primer tercio del siglo XX fue el veloz crecimiento de la población: en 1914 el país contaba con cincuenta y un millones de habitantes, mientras que en 1930 ya tenía sesenta y cuatro millones, un aumento del 25 %. Alcanzó los setenta y un millones en 1937. Unas cuatrocientas cincuenta mil personas se sumaban anualmente al mercado laboral en media, una cantidad que la economía absorbía con dificultad, dejando a muchas de ellas con empleos precarios. La gran disponibilidad de mano de obra hacía además que las condiciones laborales fuesen malas: los sueldos tendían a ser bajos y los horarios de trabajo, largos. Pese a todo, los sueldos de los obreros crecieron entre un cincuenta y un sesenta por ciento entre 1914 y 1929; la situación del campesinado mejoró también algo, si bien mucho menos.
El país se industrializó rápidamente, pero siguió siendo socialmente, aunque no económicamente, agrario: a finales de la década de 1920 la aportación del sector secundario al PIB había superado a la del primario, pero este aún ocupaba a la mitad de la población, frente al quinto que trabajaba en aquel.

### Evolución económica
La Primera Guerra Mundial dio un gran impulso a la economía nipona, por la desaparición de los productos europeos y estadounidenses de los mercados asiáticos y africanos, a partir de entonces disponibles para la exportación japonesa. La guerra potenció notablemente el crecimiento económico, casi inexistente desde la guerra con Rusia (1904-1905). El número de industrias creció velozmente y la balanza de pagos pasó de registrar un déficit de 1,1 millardos de yenes en 1920 a tener un superávit anual de 2 millardos en 1920. Las empresas existentes crecieron y surgieron otras nuevas: entre 1914 y 1919, el número de fábricas con cinco empleados o más pasó de 948 000 a 1 612 000. Las exportaciones se multiplicaron, así como el transporte marítimo de mercancías, si bien también la inflación. Los nuevos ingresos se dedicaron fundamentalmente a aumentar las reservas de oro, que crecieron un seiscientos por cien entre 1914 y 1920. La prosperidad económica debida a la Primera Guerra Mundial concluyó en marzo de 1920. La reaparición de la competencia y la recuperación de las importaciones hicieron que la balanza de pagos volviese a ser deficitaria.
En general el período de entreguerras en Japón se puede dividir en tres fases económicas: la de deflación y depresión (1920-1931), la de recuperación y crecimiento de las industrias pesada y química (1932-1937) y la de guerra y hundimiento económico (que duró hasta 1945).
La deflación mundial de la posguerra y el objetivo gubernamental de retomar el patrón oro limitaron la economía nacional que mantuvo una tendencia ligeramente deflacionista durante toda la década de 1920. La balanza comercial siguió siendo negativa y las reservas de oro y divisas que se habían acumulado durante la contienda mundial fueron mermando con el tiempo. La política financiera de la década tendió generalmente a la austeridad. La situación de la industria pesada y química fue especialmente apurada y la del campo tampoco era buena, puesto que los productores nacionales de arroz tuvieron que afrontar la competencia del cereal proveniente de Corea y Taiwán, más barato, y los de seda dependían de las fluctuaciones del precio de este producto en el mercado neoyorquino.
Entre 1920 y 1922 se vivió una etapa de especulación y hundimiento de ciertos precios clave que originaron la bancarrota de numerosas empresas y bancos, pero que favorecieron a los cuatro grandes zaibatsu (Mitsui, Mitsubishi, Sumitomo y Yasuda). Los sectores que habían crecido más velozmente como la minería del carbón o la construcción naval fueron los que peor se recuperaron de la depresión de la posguerra, que empezó a superarse en 1922. Un nuevo escándalo financiero en 1922 hizo quebrar a once bancos menores del oeste del país y en 1923 el gran terremoto de Kantō causó graves pérdidas a la zona central. El seísmo y sus consecuencias desbarataron el plan gubernamental de volver a patrón oro. El Gobierno hubo de emitir bonos en el Reino Unido y los Estados Unidos por valor de seiscientos millones de yenes, a gran interés, para financiar la reparación de los estragos.
| Crecimiento del PIB (% 1913-1938)                                |                                                                  |
| ---------------------------------------------------------------- | ---------------------------------------------------------------- |
| Gráfico no disponible temporalmente debido a problemas técnicos. |                                                                  |
| Según Duus, p. 453.                                              |                                                                  |
|                                                                  | Gráfico no disponible temporalmente debido a problemas técnicos. |

Muchas de las empresas del sector industrial que había surgido durante la contienda mundial hubieron de cerrar o de reducir su producción, lo que causó numerosos despidos. Parte de los empleados que perdieron sus puestos crearon nuevas pequeñas empresas y fábricas para poder sobrevivir, pero trabajaban en penosas condiciones. La situación en el campo tampoco era buena: el exceso de producción mundial mantenía los precios bajos y el aumento de la producción de seda, necesario para que los campesinos mantuviesen su nivel de ingresos, agravaba el exceso de oferta, que a su vez hacía menguar aún más los precios.
El país sufrió una crisis financiera en marzo y abril de 1927, cuando se conoció la mala situación en la que se hallaban varios bancos, entre ellos el banco de Taiwán, lo que desató el pánico y la retirada masiva de fondos de las entidades. La negativa del Consejo Privado a respaldar el plan gubernamental para afrontar el apuro suscitó la caída del gabinete. El nuevo Gobierno aprobó una serie de ayudas a los bancos que acabaron con la crisis, en la que, no obstante, quebraron treinta y dos entidades. Fundamentalmente, el Banco de Japón distribuyó abundante capital para sostener a los bancos, incapaces de obtener beneficios de los empréstitos que sostenían a las empresas, imposibilitadas de continuar sin ellos por los escasos ingresos debidos a la deflación. Se aprobó además una reforma que eliminó a los bancos con escasos fondos y fomentó las fusiones y se prohibió que los directores gestionasen además otras empresas, en las que a menudo invertían dinero, poniendo en riesgo al banco si estas quebraban. La reforma mejoró el sector, pero redujo el crédito a las pequeñas empresas.
Únicamente los cuatro grandes zaibatsu y las principales empresas textiles del país salieron reforzadas de la continua crisis económica y, merced a sus abundantes fondos, pudieron hacerse con otras empresas o extender sus actividades a nuevos sectores. Los zaibatsu dominaban la industria nacional y tenían gran influencia en las finanzas, pues controlaban algunos de los bancos principales del país.
Otra importante característica de la economía nipona era el sostenimiento estatal tanto de la agricultura como de la industria. En la primera, concedía diversos subsidios y operaba para estabilizar los precios. En la segunda, concedía importantes préstamos, ayudaba a compañías en dificultades, concedía otras facilidades a sus actividades y mantenía altos aranceles a los productos importados. La gran inversión estatal en obras públicas a lo largo de toda la década también coadyuvó en el sostenimiento de las empresas.

### Agricultura
| Gráfico no disponible temporalmente debido a problemas técnicos. |                                                                  |
| 1926                                                             |                                                                  |
|                                                                  | Gráfico no disponible temporalmente debido a problemas técnicos. |

| Gráfico no disponible temporalmente debido a problemas técnicos. |                                                                  |
| 1931                                                             |                                                                  |
|                                                                  | Gráfico no disponible temporalmente debido a problemas técnicos. |

| Gráfico no disponible temporalmente debido a problemas técnicos. |                                                                  |
| 1936                                                             |                                                                  |
|                                                                  | Gráfico no disponible temporalmente debido a problemas técnicos. |

| Leyenda: Arroz Capullo de seda Trigo, cebada y centeno Hortalizas Judías, patatas y otros cereales Productos agroindustriales Carne Huevos Otros |

El número de explotaciones agrícolas se mantuvo más o menos estable en torno a los cinco millones y medio a lo largo de la década de 1920. Creció el número de ellas que tenía un tamaño medio, entre media y cinco hectáreas y se redujo el de las más pequeñas y el de las más grandes. La población campesina era alrededor de la mitad de la población activa del país en 1928-1932.
El cultivo principal, que acaparaba más de la mitad de las tierras labradas, era el arroz. La producción a finales de la década de 1920 casi no había aumentado respecto de la de 1914, por lo que el país tuvo que recurrir a importaciones cada vez mayores para abastecer a la creciente población, fundamentalmente provenientes de Corea y Formosa. Los cereales que seguían en importancia al arroz eran el trigo y la cebada, si bien apenas alcanzaban conjuntamente un sexto del valor de la producción arrocera. La variedad de cultivos aumentó durante el período de entreguerras, si bien los nuevos productos no tuvieron gran importancia económica. La principal innovación agrícola fue la utilización cada vez mayor de fertilizantes, bien vegetales, bien minerales e incluso sintéticos.
| Ingresos campesinos por la venta de arroz, seda y avena (100=1929) |                                                                  |
| ------------------------------------------------------------------ | ---------------------------------------------------------------- |
| Gráfico no disponible temporalmente debido a problemas técnicos.   |                                                                  |
| Según Yoshihashi p. 110.                                           |                                                                  |
|                                                                    | Gráfico no disponible temporalmente debido a problemas técnicos. |

Los precios de los productos agrícolas fluctuaron durante la posguerra, alcanzaron su máximo en 1925, luego se redujeron a la mitad en el lustro siguiente y se hundieron aún más entre 1930 y 1932. El del arroz se mantuvo relativamente alto hasta 1927 debido a las sucesivas malas cosechas, menguando después, precisamente en los años de mejores cosechas. Los intentos gubernamentales por sostener el precio comprando producto cuando el precio de este se reducía demasiado fracasaron. La competencia del arroz coreano, cuya producción fomentaba el propio Gobierno y que había crecido un 30 % en las dos décadas que siguieron a la anexión del país en 1910, impedía además un gran aumento del precio. Así, el crecimiento de la población no supuso un alza de los precios, pues la mayor demanda se satisfacía con importaciones de arroz barato. En general, el campesinado nipón no se benefició ni del acrecentamiento del número de habitantes ni del aumento de la renta nacional merced a la industrialización. El precio del arroz casi se redujo a la mitad en cuatro meses entre 1930 y 1931: pasó de veintisiete yenes por koku a dieciocho.
El segundo producto agrícola era la seda: era el que daba mayores ingresos en metálico a las familias campesinas. Su precio se hundió más incluso que el del arroz cuando se redujo la demanda estadounidense del producto. La sericultura había crecido notablemente: entre 1914 y 1921 la producción se había triplicado y dos quintos de los hogares campesinos la tenían por ocupación complementaria. El acrecentamiento de la producción en ese período también requirió mayor mano de obra, fundamentalmente femenina y de origen rural, lo que supuso a su vez un aumento de los ingresos en metálico de los hogares. Esta era una de las pocas actividades que procuraron una ligera mejora en la situación del campesinado, que no podía optar por cultivar más tierras porque no las había disponibles.
La reducción de los precios sumió al agro nipón en una larga depresión, aguda ya antes de que la Gran Depresión mundial afectase al país. El crecimiento de la economía urbana a finales de la década de 1920 no bastó para absorber al exceso de mano de obra rural. Los campesinos tuvieron que afrontar un inaudito periodo de precios bajos, política gubernamental deflacionaria y creciente dependencia del mercado nacional que estaba acabando con la antigua autarquía de los pueblos. Los ingresos por la venta de arroz, seda y avena se redujeron a la mitad en tan solo tres años con la Gran Depresión. Los dos primeros aportaban el 70 % de los ingresos en metálico del campesino nipón. La crisis extendió la miseria por el agro y las ayudas gubernamentales para paliarla resultaron lentas e insuficientes. La recesión agudizó además la duradera tendencia del campesinado a tener un nivel de ingresos notablemente inferior al de la población urbana, que la sufrió bastante más tarde. Por añadidura, varios cientos de miles de obreros y mineros despedidos al comienzo de la gran depresión (un mínimo de trescientos mil) volvieron a sus pueblos de origen, lo que agravó aún más la crisis. La gran reducción de la exportación de tejidos de algodón también redujo las posibilidades de empleo de muchachas campesinas en la industria textil.

### Industria
El Gobierno había financiado la creación de la industria pesada nacional desde comienzos del siglo XX, como antes había hecho con la ligera. La industrialización se alentó fundamentalmente por motivos políticos y militares, empleando dinero público para crear fábricas que luego se privatizaban. Al principio la industria pesada producía bienes demasiado caros para competir en el mercado mundial, y vendía principalmente en las colonias. La principal industria competitiva era la textil, cuyas ventas eran esenciales para obtener divisas con las que financiar el desarrollo industrial. Este sector daba trabajo a un cuarto de los trabajadores industriales nipones, y aumentó en eficiencia en este período. Las importaciones de materias primas chinas (cereal, algodón, fertilizantes naturales y minerales) fueron fundamentales en la industrialización del imperio y fueron cambiando según evolucionó la industria. La exportación de tejidos a China fue la razón del surgimiento de las primeras industrias modernas en Japón e impulsaron luego su desarrollo, aunque nunca supusieron más del 30 % del total.
La electrificación del país avanzó notablemente durante la década de 1920 con las instalación de centrales de producción en las regiones montañosas. La disponibilidad de electricidad fomentó a su vez el desarrollo de industrias electroquímicas y eléctricas (producción de radios, bombillas, cables...). También permitió la creación de redes de tranvías en las ciudades.
Las industrias que habían surgido durante la guerra mundial (las de producción de maquinaria, acerías, plantas químicas) adoptaron tecnología extranjera y permitieron que el país comenzase a abastecerse sin importar en estos sectores. La industria pesada y química se afianzó en dos polos: principalmente Tokio-Yokohama  y Osaka-Kobe. La fundación de Manchukuo impulsó además el desarrollo de la industria pesada nipona, pues era el destino de un cuarto de la producción que se vendía fuera de las islas. El principal destino de sus productos, no obstante, siguió siendo Corea y Taiwán. Los principales mercados de las empresas pequeñas y medianas dedicadas a la industria ligera eran China y los dos principales territorios coloniales del imperio (Corea y Formosa). La metalurgia fue disminuyendo la dependencia nacional de las importaciones al aumentar la producción, pero seguía dependiendo intensamente de las importaciones de materia prima. Otras actividades relacionadas con la industria pesada apenas crecieron durante la primera década de posguerra: la producción de carbón, la extracción de cobre o la construcción naval. A comienzos de la década siguiente, la principal industria nipona seguía siendo la ligera.

### Comercio
| El comercio en el PIB nipón (%, 1891-1940) |
|                                            |
| Según Duus, Junji, Myers y Peattie, p. 10. |

El comercio fue un factor clave en el notable desarrollo económico japonés que se produjo entre la Restauración Meiji y el comienzo de la Segunda Guerra Mundial. Ello se debió tanto a la falta de materias primas y de tecnología y maquinaria, que el país tenía que importar, como a la necesidad de exportar para obtener divisas con las que pagar esas importaciones, necesarias para el desarrollo industrial. Pese a esto, la importancia del comercio en el producto interno bruto era menor que en otras potencias de la época como Estados Unidos o Francia. Las primeras exportaciones del país habían sido materias primas como el cobre y la seda en bruto; luego crecieron las ventas de tejidos, fundamentales para financiar la industrialización nacional, así como los productos de la industria ligera (a partir de la década de 1880). La importación de productos manufacturados fue cediendo paso a la de materias primas, maquinaria, tecnología y alimentos según el país se fue desarrollando económicamente y su población aumentaba, pues parte de lo antes importado se empezaba a producir ya en Japón. La exportación de productos manufacturados aumentó con el tiempo y el avance de la industrialización. La variedad de productos exportados y sus destinos fue reduciéndose con el tiempo.El comercio se fue especializando
El 40 % de las exportaciones niponas tenían por destino los Estados Unidos en la década de 1920 y fue creciendo ligeramente, razón por la cual el Gobierno nipón tuvo que aceptar las actividades comerciales estadounidenses en China. Las inversiones y los préstamos a corto plazo, muy necesarios para el país y cada vez más abundantes (los empréstitos extranjeros crecieron de trece millones de dólares a doscientos cincuenta y tres millones a lo largo de la década) fueron también otro motivo de la actitud conciliadora del país hacia Occidente en esa década. El 40 % de los préstamos provenían de los Estados Unidos. La necesidad de financiación extranjera creció a causa del gran terremoto de Kantō de 1923, puesto que el país hubo de sufragar costosas obras de reconstrucción.
Por su parte, la relación económica con China se había estrechado extraordinariamente durante la guerra mundial. El 25 % de las exportaciones niponas se destinaban al país vecino y Japón compraba el 20 % de las exportaciones chinas en la década de 1920. Aunque el porcentaje quedó más o menos fijo, el volumen se multiplicó: las exportaciones japonesas crecieron un 3000 % y las importaciones un 1000 % entre la década de 1890 y la de 1930. Japón era el principal socio comercial de China en la década de 1920. El grueso del comercio sino-japonés se realizaba en el centro y sur de la vasta república, si bien el interés político nipón no se centraba en esa zona, sino en el noreste, en Manchuria, región que el Gobierno tokiota consideraba esencial para el imperio. La situación cambió bruscamente a principios de la de la década de 1930: entonces Manchuria en general (tanto Manchukuo como Kwantung) devino el centro del comercio japonés en China, por el hundimiento de la actividad con el resto de la república. El 45 % de las exportaciones japonesas a China en 1926 eran hilo y otros productos algodoneros (el 12,6 % de todas las exportaciones del imperio). Japón también vendía a China maquinaria, cemento, productos químicos y eléctricos, goma y planchas de hierro galvanizado. El crecimiento de la producción china hizo, empero, que las importaciones de Japón fuesen reduciéndose, en el especial en el sector textil en el que, sin embargo, las empresas japonesas afincadas en China tenían un papel muy relevante. La exportación japonesa de productos de la industria pesada se acrecentó en la década de 1930, debido esencialmente al desarrollo de Manchukuo. Las principales importaciones de China eran productos agrícolas (arroz para sustituir el que Corea enviaba a las islas y soja) y químicos (medicamentos y fertilizantes, estos últimos esenciales para el aumento de la producción agrícola nacional). El comercio bilateral era vulnerable a las crisis políticas entre los dos países, en particular a los boicoteos de las importaciones de origen japonés. El 35 % de las inversiones extranjeras en China provenían de Japón a finales de 1930; más de tres cuartos de este capital estaba invertido en empresas de titularidad japonesa. Japón apenas dedicaba un 3,4 % a participaciones en empresas chinas. El 60 % de las inversiones se concentraban en Manchuria y el 40 % lo controlaba la compañía del Ferrocarril del Sur de Manchuria; a su vez, la mitad de las acciones de esta estaba en manos del Gobierno nipón. Tras Manchuria, el segundo lugar en las inversiones japonesas lo ocupaba Shanghái, con el 25 % del total. Casi la mitad del 20 % de inversiones constituidas por préstamos a autoridades nacionales y provinciales chinas carecían de verdadero aval, se habían otorgado teóricamente para proyectos de desarrollo durante la Primera Guerra Mundial o la posguerra, pero en realidad tenían objetivos políticos (esencialmente, la obtención de concesiones económicas) y eran en la práctica irrecuperables.
El comercio nipón con sus colonias y el sureste asiático fue creciendo con el tiempo y en 1929 ya suponía un quinto del total nacional. Fue el destino principal de las nuevas industrias pesadas niponas, incapaces de competir todavía por precio con las occidentales. Así Taiwán, Corea y luego Manchukuo, mercados controlados, fueron el destino predilecto de la producción industrial pesada japonesa. Las islas importaban de ellos especialmente alimentos: arroz de Corea, cereal de Manchukuo y azúcar de Taiwán.

### Gran Depresión y recuperación
La Gran Depresión perjudicó gravemente a Japón: cesó casi todo comercio con los Estados Unidos, principal destinatario de las exportaciones del país. Tanto las importaciones como las exportaciones no dejaron de crecer en conjunto, pero se hundieron en valor. El gabinete Hamaguchi Osachi trató de atajar la crisis mediante medidas tradicionales, entre ellas la vuelta al patrón oro, pero las consecuencias fueron funestas: hubo un hundimiento de los precios y crecieron notablemente el paro y las privaciones tanto en el campo como en la ciudad. La mengua de las exportaciones redujo la producción industrial, aumentó los despidos y llevó a la formación de carteles para tratar de sostener los precios mediante la reducción de la producción. Esta medida contó con el apoyo gubernamental. La peor crisis se sufrió en el campo, donde el hundimiento del precio internacional de los productos agrarios agudizó la crisis que ya sufría desde 1925.
Con el abandono del patrón oro a finales de 1931 Japón tuvo más complicada la obtención de financiación extranjera, pero la economía en general disfrutó de una etapa de recuperación y desarrollo. La divisa se devaluó un 40% frente al dólar estadounidense y se redujo el interés de los préstamos. Aumentó además el gasto estatal en su conjunto (de 1,74 millardos de yenes en 1929 a unos 2,2 millardos a partir de 1933), en especial las partidas militares y de ayuda al agro, que se sufragó mediante la emisión de bonos de deuda. La conjunción de devaluación, abaratamiento del crédito y aumento del gasto público reavivó rápidamente la economía, fundamentalmente las exportaciones, que otros países trataron de limitar. Los dos principales gastos estatales durante este período fueron los militares (31 % del presupuesto en 1931-32 y  47 % en 1936-37) y los destinados a auxiliar al campo (ochocientos millones en obras públicas y otros tantos en préstamos a interés moderado). Ambos gastos estimularon la recuperación económica. En esta época surgieron además nuevos zaibatsu: Nissan, Nitchitsu, Showa hiryo, Nisso, Riken y Nakajima hikkoki, fundados por técnicos o militares que aprovecharon la financiación estatal, puesto que contaban con escasos fondos propios. Los sucesivos Gobiernos de la década promulgaron una serie de leyes proteccionistas que favorecieron el desarrollo de esta industrias nacionales. La eficiencia industrial se acrecentó notablemente. Takahashi, ministro de Finanzas durante este lustro de recuperación, alcanzó el objetivo de recuperar la economía nacional mediante la consecución del «pleno empleo» a base de crédito, pero pereció asesinado por los militares en febrero de 1936. Las exportaciones y las importaciones recuperaron los niveles de 1929 en 1937, si bien el patrón de las exportaciones cambió notablemente: creció mucho la proporción de productos manufacturados y la variedad, así como los países a los que se vendían las mercancías. El comercio con las colonias ganó importancia: en 1936 suponía en torno a un cuarto de las importaciones y las exportaciones. Los efectos para la población obrera no fueron tan benéficos: los sueldos en general disminuyeron respecto a la etapa previa a la Gran Depresión y el crecimiento de la producción industrial se debió fundamentalmente a la industrialización y al armamento, no al aumento de los productos de consumo. La recuperación tampoco afectó a la agricultura. La pertinaz depresión del agro hizo que parte de la población rural emigrase a las ciudades para tratar de ganarse el sustento, lo que a su vez mantuvo bajos los salarios en las urbes. La cantidad de población empleada en la industria creció significativamente: de los 1 825 000  obreros de 1929 a los 2 937 000 de 1927. La industria textil seguía siendo la que más empleo daba con diferencia, pero menguó en porcentaje. La producción de los astilleros también aumento enormemente: de las 52 000 toneladas botadas en 1932 se pasó a las 446 000 de 1937. El imperio contaba con la tercera mayor marina mercante del mundo en junio de 1937, muchos de cuyos buques eran de reciente construcción.
El asesinato de Takahashi y la insistencia de los militares hicieron que continuase la política económica expansionista basada en el crédito a bajo interés financiado mediante deuda interna. El comienzo de la guerra con China en el verano de 1937 llevó a la implantación de una economía de guerra. Aumentó enormemente el gasto público, de nuevo sufragado fundamentalmente mediante la emisión de deuda y, en menor medida, con impuestos, se impusieron controles a la economía y hubo un gran traspaso de recursos de la industria civil a la militar.